# Gryllacris aliena
Gryllacris aliena är en insektsart som beskrevs av Walker, F. 1869. Gryllacris aliena ingår i släktet Gryllacris och familjen Gryllacrididae. Inga underarter finns listade i Catalogue of Life.